# 마흐무드 지브릴

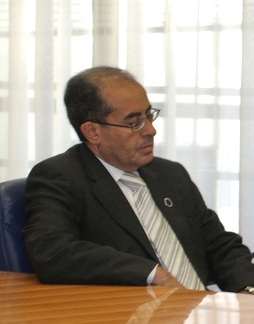
마무드 지브릴

마흐무드 지브릴(Mahmoud Jibril, محمود جبريل, Jabril, Jebril, Gebril 로도 표기, 1952년 5월 28일 ~ 2020년 4월 5일)은 리비아의 정치인이다. 리비아 과도국가위원회에서 2011년 3월 23일 이래 국제 업무 책임자 (외무장관에 해당) 및 집행위원회 의장을 맡았다.